# 大明気功
大明気功（だいめいきこう）は、大明気功院院長である青島大明が考案した気功法。 賈永斌（ジャユンビン）、大雁功の楊梅君（ヤンメイヂュン）、祝由科の黄茂祥（ファンマオシャン）から学んだ気功、黄帝内経の天地人・陰陽五行説、中庸の理論と巫女、道教、仏教、密教の法術を総合して作られたという。 不通則痛の考えに基づき、気が通じていない所を通じさせることで病気を治すとしている。